# 大仙市営八乙女球場
大仙市営八乙女球場（だいせんしえいやおとめきゅうじょう）は、秋田県大仙市にある野球場である。旧中仙町に1988年（昭和63年）に造られ、2007年（平成19年）の秋田わか杉国体では軟式野球成年の会場となった。

## 概要
1988年（昭和63年）開場。こけら落としにイースタン・リーグのロッテ対巨人戦が行われた。2004年（平成16年）に、国体にむけてリニューアル。8月に立教大学と青森大学のオープン戦が行われた。

## 施設概要
- 施設面積：14,638.00m2
- 両翼：96m、中堅：122m
- 内野：土、外野：天然芝
- スコアボード：得点部磁気反転式
- 収容人員:1,996人（メインスタンド:996人、芝生席:1,000人）
- 照明設備：4基

## 交通
鉄道
東日本旅客鉄道（JR東日本） 田沢湖線 羽後長野駅から徒歩で約30分
自動車
秋田自動車道 大曲ICから車で約30分